# I-165 (tàu ngầm Nhật)
I-65, sau đổi tên thành I-165, là một tàu ngầm tuần dương  Lớp Kaidai thuộc phân lớp Kaidai V nhập biên chế cùng Hải quân Đế quốc Nhật Bản vào năm 1932. Nó đã phục vụ trong suốt Chiến tranh Thế giới thứ hai, hỗ trợ cho chiến dịch xâm chiếm Malaya và Đông Ấn thuộc Hà Lan, tham gia Trận Midway, cũng như tuần tra trong Ấn Độ Dương và Thái Bình Dương. I-165 đã phạm tội ác chiến tranh khi thảm sát hàng loạt những người sống sót từ tàu buôn Nancy Moller vào năm 1944. Đến giai đoạn cuối của cuộc chiến tranh, I-165 tham gia huấn luyện và hỗ trợ kiểu ngư lôi tự sát Kaiten, trước khi bị máy bay Hoa Kỳ đánh chìm tại khu vực quần đảo Mariana vào ngày 27 tháng 6, 1945.

## Thiết kế và chế tạo

### Thiết kế
Phân lớp tàu ngầm Kaidai V là phiên bản được cải tiến từ phân lớp Kaidai IV dẫn trước. Chúng có trọng lượng choán nước 1.732 tấn (1.705 tấn Anh) khi nổi và 2.367 tấn (2.330 tấn Anh) khi lặn, lườn tàu có chiều dài 97,7 m (320 ft 6 in), mạn tàu rộng 8,2 m (26 ft 11 in) và mớn nước sâu 4,70 m (15 ft 5 in). Con tàu có thể lặn sâu 75 m (246 ft) và có một thủy thủ đoàn đầy đủ bao gồm 75 sĩ quan và thủy thủ.
Chiếc tàu ngầm trang bị hai động cơ diesel 3.400 mã lực phanh (2.535 kW), mỗi chiếc vận hành một trục chân vịt. Khi lặn, mỗi trục được vận hành bởi một động cơ điện 900 mã lực (671 kW). Con tàu có thể đạt tốc độ tối đa 20 hải lý trên giờ (37 km/h; 23 mph) khi nổi và 8,25 hải lý trên giờ (15,28 km/h; 9,49 mph)khi lặn. Khi Kaidai V di chuyển trên mặt nước nó đạt tầm xa hoạt động 10.800 hải lý (20.000 km; 12.400 mi) ở tốc độ 10 hải lý trên giờ (19 km/h; 12 mph), và có thể lặn xa 60 nmi (110 km; 69 mi) ở tốc độ 3 hải lý trên giờ (5,6 km/h; 3,5 mph).
Lớp Kaidai V có sáu ống phóng ngư lôi 53,3 cm (21,0 in), gồm bốn ống trước mũi và hai ống phía đuôi, và mang tổng cộng 14 ngư lôi. Hải pháo trên boong tàu được nâng cấp lên kiểu 10 cm (3,9 in)/50 caliber lưỡng dụng, và bổ sung một súng máy 13,2 mm (0,52 in) phòng không.

### Chế tạo
I-65 được đặt lườn tại Xưởng vũ khí Hải quân Kure ở Kure, Hiroshima vào ngày 19 tháng 12, 1929. Nó được hạ thủy vào ngày 2 tháng 6, 1931, rồi hoàn tất và nhập biên chế vào ngày 1 tháng 12, 1932.

## Lịch sử hoạt động

### 1932 - 1940
Vào ngày nhập biên chế, I-65 gia nhập Đội tàu ngầm 30 cùng các tàu ngầm chị em I-66 và I-67 và vào ngày này 1 tháng 12, 1932, Đội tàu ngầm 30 được điều động sang Hải đội Tàu ngầm 1 trực thuộc Đệ Nhất hạm đội, thuộc thành phần Hạm đội Liên hợp. Đội tàu ngầm 30 lại được điều động sang Hải đội Tàu ngầm 2 trực thuộc Đệ Nhị hạm đội, cùng thuộc thành phần Hạm đội Liên hợp, vào ngày 15 tháng 11, 1933. Đội tàu ngầm 30 được chuyển sang Hải đội Phòng vệ Sasebo trực thuộc Quân khu Hải quân Sasebo vào ngày 15 tháng 11, 1934.
Vào ngày 27 tháng 9, 1934, I-65 rời Ryojun, Mãn Châu để cùng các tàu ngầm I-56, I-57, I-58, I-61, I-62, I-64, I-66 và I-67 thực hiện chuyến đi huấn luyện ngoài khơi Thanh Đảo, Trung Quốc. Sau khi hoàn tất, cả chín chiếc tàu ngầm đều quay về Sasebo, Nhật Bản vào ngày 5 tháng 10, 1934. Đội tàu ngầm 30 gia nhập trở lại Hải đội Tàu ngầm 2 trực thuộc Đệ Nhị hạm đội vào ngày 15 tháng 11, 1935.
Vào ngày 13 tháng 4, 1936, I-65 cùng các tàu chị em I-66 và I-67 khởi hành từ Fukuoka cho một chuyến đi huấn luyện tại khu vực Thanh Đảo, Trung Quốc. Họ hoàn tất chuyến đi và quay trở về Sasebo vào ngày 22 tháng 4, 1936. Ba chiếc tàu ngầm lại xuất phát từ Makō (nay là Mã Công) thuộc quần đảo Bành Hồ vào ngày 4 tháng 8, 1936 cho một chuyến đi huấn luyện ngoài khơi Hạ Môn; họ quay trở về vào ngày 6 tháng 9, 1936. Đội tàu ngầm 30 được điều về Quân khu Hải quân Sasebo vào ngày 1 tháng 12, 1937. Vào ngày 15 tháng 12, 1938, Đội tàu ngầm 30 được đưa về Hạm đội dự bị 3 tại Quân khu Hải quân Sasebo. Đến ngày 15 tháng 11, 1939, Đội tàu ngầm 30 được điều động sang Hải đội Tàu ngầm 4 thuộc Đệ Nhất hạm đội, rồi đến ngày 15 tháng 11, 1940, Đội tàu ngầm 30 lại được điều sang Hải đội Tàu ngầm 5 trực thuộc Hạm đội Liên hợp.

### 1941
Vào ngày 28 tháng 08, 1941, Thiếu tá Hải quân Harada Hakue nhận chức hạm trưởng I-65. Đến ngày 26 tháng 11, trong thành phần Đội tàu ngầm 30 trực thuộc Hải đội Tàu ngầm 5, con tàu khởi hành từ Sasebo để hướng sang Palau. Tuy nhiên lúc đang trên đường đi, đơn vị được lệnh chuyển hướng đến Samah (nay là Tam Á) trên đảo Hải Nam, Trung Quốc. Với Tư lệnh Đội tàu ngầm 30 trên tàu, nó khởi hành từ Samah vào ngày 5 tháng 12 cho chuyến tuần tra đầu tiên trong chiến tranh, hỗ trợ cho chiến dịch xâm chiếm Mã Lai thuộc Anh, đi đến khu vực tuần tra trong biển Đông ngoài khơi bán đảo Mã Lai.

#### Chuyến tuần tra thứ nhất
Xung đột chính thức bắt đầu vào ngày 8 tháng 12, 1941 (7 tháng 12 bên kia đường đổi ngày), khi Hải quân Nhật bất ngờ tấn công căn cứ Trân Châu Cảng của Hải quân Hoa Kỳ. Nhật Bản cũng bắt đầu xâm chiếm Malaya vào ngày hôm đó, khi I-65 cùng I-66 thuộc Đội tàu ngầm 30 phối hợp cùng I-62 và I-64 thuộc Đội tàu ngầm 90 tuần tra trong biển Đông ở vị trí khoảng 50 nmi (93 km) về phía Đông Trengganu, Malaya. Sang ngày 9 tháng 12, tại một vị trí về phía Nam quần đảo Poulo Condore, Đông Dương thuộc Pháp, tại tọa độ 05°00′B 105°30′Đ / 5°B 105,5°Đ, chiếc tàu ngầm báo cáo đã phát hiện Lực lượng Z của Hải quân Hoàng gia Anh, bao gồm thiết giáp hạm HMS Prince of Wales, tàu chiến-tuần dương HMS Repulse cùng bốn tàu khu trục. Sau đó vào ngày 13 tháng 12, I-65 cùng với I-66 được cho tách ra để làm nhiệm vụ trinh sát Kuching nhằm hỗ trợ cho hoạt động xâm chiếm Sarawak và Bắc Borneo, bắt đầu từ ngày 16 tháng 12. Nó được điều về Đơn vị Tuần tra B vào ngày 26 tháng 12, rồi kết thúc chuyến tuần tra và quay trở về căn cứ tại vịnh Cam Ranh, Đông Dương thuộc Pháp vào ngày 27 tháng 12.

### 1942

#### Chuyến tuần tra thứ hai
Khởi hành từ vịnh Cam Ranh vào ngày 5 tháng 1, 1942 cho chuyến tuần tra thứ hai, I-65 càn quét tàu bè đối phương trong khu vực Ấn Độ Dương. Đang khi tuần tra trong biển Java vào ngày 9 tháng 1, nó đã tấn công bằng ngư lôi và hải pháo vào chiếc tàu hơi nước Hà Lan Benkoelen (1.003 tấn), đánh chìm mục tiêu tại tọa độ 04°50′N 112°50′Đ / 4,833°N 112,833°Đ. Năm ngày sau đó, ở vị trí về phía Tây quần đảo Mentawai, Sumatra, nó phóng ngư lôi tấn công chiếc tàu buôn vũ trang Anh-Ấn Jalarahan (5.102 tấn) vốn đang trên đường từ Singapore đến Calcutta, Ấn Độ, đánh chìm mục tiêu tại tọa độ 00°12′N 97°00′Đ / 0,2°N 97°Đ, bốn thủy thủ đã thiệt mạng. Nó kết thúc chuyến tuần tra và quay trở về căn cứ mới tại Penang trên bán đảo Mã Lai] vừa mới bị Nhật chiếm đóng, trở thành chiếc tàu ngầm Nhật Bản đầu tiên đi đến cảng này vào ngày 20 tháng 1.

#### Chuyến tuần tra thứ ba
Trong chuyến tuần tra thứ ba tại khu vực Ấn Độ Dương từ ngày 5 đến ngày 28 tháng 2, I-65 tấn công bằng ngư lôi vào ngày 9 tháng 2, gây hư hại cho chiếc tàu Anh Laomedon (6.693 tấn) ở vị trí 45 mi (72 km) về phía Đông Nam Ceylon (nay là Sri Lanka). Sau đó vào ngày 15 tháng 2, trong biển Ả Rập ở vị trí 40 mi (64 km) về phía Tây Cochin, Ấn Độ, nó phóng ngư lôi đánh chìm tàu buôn Đan Mạch-Anh Johanne Justesen (4.681 tấn) tại tọa độ 09°04′B 75°58′Đ / 9,067°B 75,967°Đ. Đến ngày 20 tháng 2, nó lại phóng ngư lôi đánh chìm tàu buôn Anh Bhima (5.280 tấn) trong Ấn Độ Dương tại tọa độ 07°47′B 73°31′Đ / 7,783°B 73,517°Đ. Sang ngày hôm sau nó còn tấn công một tàu buôn không rõ lai lịch, có thể là tàu chở hàng Liên Xô Arktika (2.902 tấn), nhưng hai quả ngư lôi đã không trúng đích. Nó kết thúc chuyến tuần tra và quay trở về căn cứ Penang vào ngày 28 tháng 2.
I-65 cùng với I-66 rời Penang vào ngày 15 tháng 3 để quay trở về Sasebo, đến nơi vào ngày 28 tháng 3. Đội tàu ngầm 30, giờ đây bao gồm I-64, I-65 và I-66 trực thuộc Hải đội Tàu ngầm 5, rời Sasebo vào ngày 16 tháng 5, để hướng sang Kwajalein thuộc quần đảo Marshall. Lúc đang trên đường đi, nó được đổi tên thành I-165 vào ngày 20 tháng 5, và đi đến Kwajalein vào ngày 24 tháng 5.

#### Chuyến tuần tra thứ tư - trận Midway
I-165 rời Kwajalein vào ngày 26 tháng 5 cho chuyến tuần tra thứ tư, hỗ trợ cho Chiến dịch MI, là kế hoạch xâm chiếm đảo Midway, trong đó Hải đội Tàu ngầm 5 tham gia vào Lực lượng Viễn chinh Tiền phương. I-165 hoạt động trên một tuyến tuần tra giữa 28°20′B 162°20′T / 28,333°B 162,333°T và 26°00′B 165°00′T / 26°B 165°T, vốn còn bao gồm các tàu ngầm I-156, I-157, I-158, I-159, I-162 và I-166. Hải quân Nhật Bản chịu đựng một thất bại lớn vào ngày 4 tháng 6 trong trận Midway, đúng vào ngày Tư lệnh Đệ Lục hạm đội, Phó đô đốc Komatsu Teruhisa, ra lệnh cho các tàu ngầm trong tuyến tuần tra tiến sang phía Tây.
Sau khi Đô đốc Yamamoto Isoroku, Tổng tư lệnh Hạm đội Liên hợp, ra lệnh cho Komatsu bố trí các tàu ngầm dưới quyền xen giữa hạm đội Nhật Bản đang rút lui và các tàu sân bay Hoa Kỳ, các tàu ngầm bắt đầu rút lui dần về hướng Tây Bắc, di chuyển ngầm với tốc độ 3 kn (5,6 km/h) vào ban ngày và 14 kn (26 km/h) khi trời tối. I-165 không bắt gặp mục tiêu nào trong suốt trận chiến, và về đến Sasebo vào ngày 26 tháng 6. Đến ngày 30 tháng 6, Thiếu tá Hải quân Torisu Kennosuke nhận chức hạm trưởng I-65, và con tàu được điều điều về Hạm đội Khu vực Tây Nam từ ngày 10 tháng 7, đi đến Penang vào ngày 6 tháng 8.

#### Chuyến tuần tra thứ năm
I-165 xuất phát từ Penang vào ngày 11 tháng 8 cho chuyến tuần tra thứ năm trong Ấn Độ Dương. Vào ngày 25 tháng 8, tại vị trí về phía Tây Nam Ceylon, nó phóng ngư lôi đánh chìm tàu buôn vũ trang Anh Harmonides (5.237 tấn), vốn đang trên đường từ Calcutta, Ấn Độ đến Trincomalee, Ceylon, tại tọa độ 01°42′B 77°27′Đ / 1,7°B 77,45°Đ. Không lâu sau đó chiếc tàu ngầm bị hư hại bởi một cơn bão nên phải quay trở về căn cứ Penang, phải lặn để né tránh máy bay và tàu khu trục Anh tuần tra trước khi về đến Penang vào ngày 31 tháng 8.

#### Chuyến tuần tra thứ sáu
Sau khi hoàn tất việc sửa chữa, I-165 khởi hành từ Penang vào ngày 16 tháng 9, với năm người nổi dậy thuộc Quân đội Quốc gia Ấn Độ (bù nhìn của Nhật) trên tàu để hướng sang bờ biển Tây Bắc Ấn Độ. Trên đường đi trong Ấn Độ Dương vào ngày 24 tháng 9, nó phóng ngư lôi đánh chìm tàu buôn vũ trang Hoa Kỳ Losmar (5.549 tấn), vốn đang trên đường từ Port Said, Ai Cập sang Colombo, Ceylon, tại tọa độ 08°06′B 74°23′Đ / 8,1°B 74,383°Đ, 27 thủy thủ đã thiệt mạng cùng con tàu. Chiếc tàu ngầm tiếp tục tấn công một tàu buôn khác vào ngày hôm sau, tự nhận đã đánh chìm mục tiêu. Đi đến vị trí 5 mi (8,0 km) ngoài khơi bờ biển Gujarat và phía Tây Junagadh lúc hoàng hôn ngày 28 tháng 9, nó cho đổ bộ những người nổi dậy lên bờ bằng bè cao su mà không bị phát hiện. Nó kết thúc chuyến tuần tra và quay trở về Penang vào ngày 9 tháng 10.

#### Chuyến tuần tra thứ bảy
Từ ngày 5 đến ngày 26 tháng 11, I-165 cùng với I-166 tiếp tục xuất phát từ Penang để hoạt động tại Ấn Độ Dương. Tuy nhiên nó không tìm thấy mục tiêu nào trong chuyến tuần tra thứ bảy này. Dự đoán lực lượng Đồng Minh sẽ tiến hành một cuộc đổ bộ lên Timor về phía cực Đông Đông Ấn thuộc Hà Lan vào tháng 12, nó cùng các tàu ngầm I-162 và I-166 được điều sang hoạt động từ căn cứ Surabaya, Java; tuy nhiên cuộc đổ bộ đã không diễn ra như phía Nhật Bản tiên đoán.

#### Chuyến tuần tra thứ tám
Từ ngày 5 đến ngày 22 tháng 12, I-165 tuần tra tại khu vực biển Arafura, nhưng không phát hiện mục tiêu nào đáng kể.

### 1943

#### Chuyến tuần tra thứ chín
I-165 khởi hành từ Surabaya vào ngày 21 tháng 1, 1943 cho chuyến tuần tra tiếp theo. Trong một hoạt động nghi binh nhằm hỗ trợ cho Chiến dịch Ke nhằm triệt thoái lực lượng khòi Guadalcanal, nó dự tính sẽ bắn phá Geraldton, Tây Úc. Sau khi suýt bị máy bay và tàu khu trục tuần tra phát hiện, thay vào đó nó quyết định bắn phá cảng Gregory. Tuy nhiên nó nhận định nhầm nhà máy đóng hộp cá địa phương là một kho đạn, và đã nả 10 quả đạn pháo 10 cm (3,9 in)/50 caliber vào mục tiêu từ khoảng cách 7 km. Con tàu quay trở về căn cứ Surabaya vào ngày 16 tháng 2.
Khởi hành từ Surabaya vào ngày 5 tháng 3, I-165 quay trở về Sasebo để được đại tu, khi dàn ắc-quy của con tàu được thay thế. Sau khi công việc hoàn tất vào cuối tháng 4, nó chạy thử máy trong biển nội địa Seto. Thiếu tá Hải quân Shimizu Tsuruzo nhậm chức hạm trưởng I-165 vào ngày 25 tháng 5, và con tàu lên đường vào ngày 26 tháng 8 để quay trở lại Penang.

#### Chuyến tuần tra thứ mười
I-165 rời Penang vào ngày 14 tháng 9 cho chuyến tuần tra thứ mười, và hoạt động dọc bờ biển Tây Bắc Australia nhưng không đem lại kết quả. Nó quay trở lại Penang vào ngày 8 tháng 10, rồi được điều về Hải đội Tàu ngầm 8 vào ngày hôm sau.

#### Chuyến tuần tra thứ mười một
Khởi hành từ Penang vào ngày 24 tháng 10 cho chuyến tuần tra thứ mười một, I-165 hoạt động trong Ấn Độ Dương và vịnh Bengal. Sau khi kết thúc chuyến tuần tra, nó rời Penang vào ngày 1 tháng 12, và đi đến Singapore vào ngày 3 tháng 12 để sửa chữa. Trên đường từ Singapore quay trở lại Penang sau khi sửa chữa hoàn tất, vào ngày 16 tháng 12, nó bị một tàu ngầm Đồng Minh tấn công với ba quả ngư lôi, nhưng tất cả đều bị trượt. I-165 về đến Penang hai ngày sau đó.

### 1944

#### Chuyến tuần tra thứ mười hai
Khởi hành từ Penang vào ngày 7 tháng 1, 1944 cho chuyến tuần tra thứ mười hai, I-165 tiếp tục càn quét các tuyến vận tải Đồng Minh trong Ấn Độ Dương. Trong vịnh Bengal vào ngày 16 tháng 1, tàu buôn Anh Perseus (10.286 tấn) đang trong hành trình từ Liverpool, Anh đến Trincomalee, Ceylon khi nó trúng ngư lôi phóng từ I-165 lúc 11 giờ 45 phút. Perseus bắt đầu chìm về phía đuôi khi I-165 lần lượt phóng thêm hai quả ngư lôi nữa, khiến mục tiêu đắm lúc 12 giờ 05 phút tại tọa độ 12°00′B 80°14′Đ / 12°B 80,233°Đ. I-165 kết thúc chuyến tuần tra và về đến Penang vào ngày 5 tháng 2.

#### Chuyến tuần tra thứ mười ba
Khởi hành từ Penang vào ngày 27 tháng 2 cho chuyến tuần tra thứ mười ba, I-165 tiếp tục hoạt động trong Ấn Độ Dương. Lúc 08 giờ 00 ngày 18 tháng 3, nó phóng hai quả ngư lôi tấn công chiếc tàu buôn vũ trang Anh Nancy Moller (3.916 tấn), vốn đang vận chuyển than đá từ Durban, Nam Phi đến Colombo, Ceylon. Trước đó Nancy Moller nhận được cảnh báo từ Bộ Hải quân Anh cần tránh xa khu vực 300–350 nmi (560–650 km) về phía Tây Nam Ceylon, nơi tàu ngầm I-162 đã đánh chìm tàu buôn SS Fort MacLeod vào ngày 3 tháng 3, nhưng lại đi vào khu vực của I-165. Cả hai quả đều lần lượt đánh trúng Nancy Moller bên mạn trái, khiến nó đắm chỉ trong vòng một phút tại tọa độ 02°14′B 078°25′Đ / 2,233°B 78,417°Đ. Một số thủy thủ sống sót đã trèo được lên bốn bè cứu sinh, trước khi I-165 trồi lên mặt nước ở cách 50 yd (46 m). Thủy thủ của I-165 bắt đầu tìm kiếm hạm trưởng và máy trưởng của Nancy Moller trong số những người sống sót nhưng không thành công, nên đã giết hại hai thủy thủ người Trung Quốc, xả súng máy trên các bè cứu sinh khác, cùng bắt giữ làm tù binh và đối xử tệ hại một thủy thủ người Anh. 32 người khác sống sót được tàu tuần dương hạng nhẹ Anh HMS Emerald cứu vớt vào ngày 22 tháng 3. I-165 kết thúc chuyến tuần tra và về đến Penang vào ngày 30 tháng 3, trước đó vào ngày 25 tháng 3, Đội tàu ngầm 30 bị giải thể và con tàu được phối thuộc trực tiếp cùng Hải đội Tàu ngầm 8.

#### Chuyến tuần tra thứ mười bốn
Vào đầu tháng 5, I-165 lại chuyển căn cứ hoạt động sang Surabaya, Java. Nó khởi hành từ cảng này vào ngày 31 tháng 5 cho chuyến tuần tra thứ mười bốn tại vùng biển Tây Nam Australia. Con tàu được huy động hỗ trợ cho hoạt động phòng thủ căn cứ Biak về phía Tây Bắc Papua New Guinea vào ngày 24 tháng 6, và đã giúp di tản một số sĩ quan tham mưu về đến Surabaya vào ngày 5 tháng 7. Nó lại lên đường vào ngày 24 tháng 7 cho một chuyến đi giải cứu tương tự, nhưng phải quay trở lại căn cứ do gặp trục trặc kỹ thuật.
I-165 khởi hành từ Surabaya vào ngày 12 tháng 8 cho một chuyến tiếp liệu-giải cứu khác đến vịnh Korim, Biak ngang qua đảo Ambon, Đông Ấn thuộc Hà Lan, vận chuyển tiếp liệu và đạn dược cho căn cứ Biak bị bao vây. Đến nơi vào ngày 18 tháng 8, nó không thể liên lạc với lực lượng trú đóng tại vịnh Korim, rồi bị ba tàu săn ngầm đối phương truy đuổi. Trong khi buộc phải lặn xuống ẩn nấp, các quả mìn sâu nổ gần tàu đã làm rò rỉ nước vào phòng động cơ, dốc phần đuôi xuống 23 độ và con tàu chìm xuống đến độ sâu 360 ft (110 m). I-165 buộc phải loại bỏ các thùng chứa tiếp liệu, tắt hết động cơ và thải bớt nhiên liệu. Khi nổi trở lên mặt nước mười giờ sau đó, nó bị hỏng nặng phần đuôi tàu, và phải cố lết về cảng Ambon để sửa chữa tạm thời, đến nơi vào ngày 23 tháng 8. Con tàu sau đó lần lượt đi ngang qua Surabaya, Singapore và đảo Hải Nam trong hành trình quay trở về Nhật Bản, cuối cùng đến được Sasebo vào ngày 17 tháng 10.
Trong khi đang được sửa chữa tại Sasebo, Thiếu tá Hải quân Ono Yasushi nhận chức hạm trưởng I-165 vào ngày 10 tháng 10, và con tàu được điều sang cùng Đội tàu ngầm 19 vào ngày 1 tháng 12 để hoạt động như một tàu huấn luyện.

### 1945

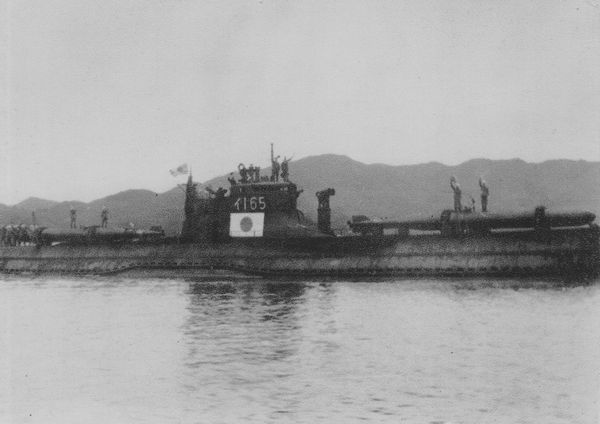
I-165 như một tàu ngầm mang ngư lôi Kaiten.

#### Tàu ngầm mang ngư lôiKaiten
Vào ngày 1 tháng 4, 1945, I-165 được điều sang Đội tàu ngầm 34 trực thuộc Đệ Lục hạm đội, và được cải tiến để vận chuyển ngư lôi cảm tử Kaiten. Khẩu hải pháo trên boong tàu được tháo dỡ, và thay thế bằng các bộ gá để vận chuyển hai ngư lôi Kaiten. Nó cũng được trang bị một kiểu radar phòng không Type 3 Mark 1 Model 3, và sau khi hoàn tất đã phục vụ cùng Hạm đội Liên hợp.
Vào ngày 15 tháng 6, I-165 cùng các tàu ngầm I-36, I-361 và I-363 tham gia vào Đội Kaiten Todoroki với nhiệm vụ tấn công hạm đội Hoa Kỳ tại khu vực Saipan thuộc quần đảo Mariana. Nó rời căn cứ Kaiten tại Hikari vào ngày 16 tháng 6, mang theo hai ngư lôi Kaiten, rồi băng qua eo biển Bungo lúc 16 giờ 00 để tiến ra Thái Bình Dương. Ngoài khơi eo biển Bungo, tàu ngầm Hải quân Hoa Kỳ USS Devilfish phát hiện I-165 trong hoàn cảnh biển động và tầm nhìn kém. Devilfish phóng hai quả ngư lôi phía đuôi tấn công, nhưng I-165 né tránh được và lặn xuống né tránh. Cuối ngày hôm đó I-165 gửi một báo cáo tình huống về căn cứ, là lần liên lạc sau cùng của con tàu.
Vào ngày 23 tháng 6, tàu rải mìn USS Champion và tàu hộ tống khu trục USS Gilligan dò được tín hiệu sonar dưới nước tại tọa độ 14°51′B 135°50′Đ / 14,85°B 135,833°Đ, có thể của I-165. Cả hai đã tấn công nhiều lượt với mìn sâu và súng cối chống ngầm Hedgehog, ghi nhận có bọt khí và vệt dầu loang khi mục tiêu biến mất ở độ sâu 300 ft (91 m). Đến ngày 27 tháng 6, tại vị trí 410 mi (660 km) về phía Đông Saipan, lúc 12 giờ 20, một máy bay tuần tra Lockheed PV-2 Harpoon phát hiện một tàu ngầm đi trên mặt nước với hai "tàu ngầm bỏ túi" trên boong tàu. Bị phát hiện, chiếc tàu ngầm đổi hướng và lặn khẩn cấp trong khi chiếc PV-2 thả ba quả mìn sâu Mk 47 tấn công, ghi nhận một vệt dầu loang, nhiều mảnh vỡ và hai "tàu ngầm bỏ túi". Chiếc PV-2 tiếp tục thả thêm một quả ngư lôi dò âm Mk 24 Fido và theo dõi cho đến 14 giờ 25 phút. I-165 được tin là đã bị đánh chìm tại tọa độ 15°28′B 153°39′Đ / 15,467°B 153,65°Đ với tổn thất toàn bộ 106 thành viên thủy thủ đoàn trên tàu.
Sau khi cho rằng I-165 đã tiến hành một đợt tấn công cảm tử thành công vào ngày 27 tháng 6, đến ngày 29 tháng 7, Hải quân Nhật Bản công bố chiếc tàu ngầm đã bị mất tại khu vực quần đảo Mariana.  Tên nó được rút khỏi đăng bạ vào ngày 15 tháng 9, 1945. 